# Râu Sadului, Sibiu
Râu Sadului (în germană Kalibaschen, în maghiară Riuszád) este satul de reședință al comunei cu același nume din județul Sibiu, Transilvania, România. Este reședința comunei Rîu Sadului. El a înregistrat 514 locuitori la Recensământul Român din 2021.